# 香港電影評論学会大奨
香港電影評論学会大奨は、香港映画評論学会が主催する映画賞、1995年に創設。香港電影評論学会大奨は、香港の最前線で活躍する批評家たちが新春に前年の香港映画を総括して選出する映画賞。これまでにもチャウ・シンチー、ラウ・チンワン、ニック・チョンら飛びぬけた才能をいち早く評価しグランプリに称揚してきた、世界的影響力・信頼度抜群の賞だ。

## 作品賞受賞作一覧
『』は日本公開作品、「」は日本未公開作品。
| 回 | 年     | 最優秀 作品賞                       | 最優秀 監督賞                                                                    | 最優秀 脚本賞                                                                                  | 最優秀 男優賞                                                | 最優秀 女優賞                                                             | 推薦映画 | 授賞する 賓客                               |
| -- | ------ | ----------------------------------- | -------------------------------------------------------------------------------- | ---------------------------------------------------------------------------------------------- | ------------------------------------------------------------ | ------------------------------------------------------------------------- | --- | ------------------------------------------- |
| 1  | 1994年 | 『楽園の瑕』                        | ウォン・カーウァイ 『楽園の瑕』                                                  | ウォン・カーウァイ 『楽園の瑕』                                                                | レスリー・チャン 『楽園の瑕』                                | ジョアン・チェン 『赤い薔薇 白い薔薇』                                    | 『恋する惑星』 「非常偵探」 「運財童子」 『1000の瞬き』 『レスリー・チャンの恋はあせらず』 「正月十五之一生一世」 | David Bordwell、 Ulrich Gregor、 アン・ホイ |
| 2  | 1995年 | 『女人、四十。』                    | イー・トンシン 『フル・スロットル 烈火戦車』                                     | ジェフ・ラウ 『チャイニーズ・オデッセイ Part1 月光の恋』                                       | チャウ・シンチー 『チャイニーズ・オデッセイ Part1 月光の恋』 | スーチン・ガオワー 『息子の告発』 ジョセフィーン・シャオ 『女人、四十。』 | 『チャイニーズ・オデッセイ Part1 月光の恋』 『息子の告発』 『フル・スロットル 烈火戦車』 『天使の涙』 「二月三十」 『ブレード/刀』 「月黑風高」 「終生大事」                                                         | ホウ・シャオシェン                          |
| 3  | 1996年 | 『ラヴソング』                      | ピーター・チャン 『ラヴソング』 ゴードン・チャン 『ファースト・オプション 飛虎』 | 郭偉鐘 「旺角風雲」                                                                            | フランシス・ン 「旺角揸Fit人」                               | マギー・チャン 『ラヴソング』                                             | 『008皇帝ミッション』 「旺角風雲」 『ファースト・オプション 飛虎』 「去吧！揸Fit人兵団」 「旺角揸Fit人」 『新・欲望の街I 古惑仔疾風、再び』 『喝采の扉 虎度門』 『世界の涯てに』                                     | イム・ホー                                  |
| 4  | 1997年 | 『高度戒備』                        | フルーツ・チャン 『メイド・イン・ホンコン』                                      | 陳慶嘉 「熱血最強」                                                                            | ラウ・チンワン 『高度戒備』                                  | ン・シンリン 『半生縁』                                                   | 『メイド・イン・ホンコン』 『ファイヤーライン』 『ブエノスアイレス』 「熱血最強」 『半生縁』 『奪舍』 『チャイニーズ・ゴースト・ストーリー スーシン』 「一個字頭的誕生」 『アンディ・ラウ アルマゲドン』             | エドワード・ヤン                            |
| 5  | 1998年 | 『ビースト・コップス 野獣刑警』     | ジョニー・トー 『ヒーロー・ネバー・ダイ』                                        | セット・カムイェンとヤウ・ナイホイ 『デッドポイント 黒社会捜査線』 ジェフ・ラウ 「超時空要愛」 | アンソニー・ウォン 『ビースト・コップス 野獣刑警』           | サンドラ・ン 『ポートランド・ストリート・ブルース』                       | 「陰陽路之升棺發財」 『デッドポイント 黒社会捜査線』 『ロンゲストナイト』 『ホールド・ユー・タイト』 『花火降る夏』 『風雲 ストームライダーズ』 『ア・リトル・ライフ・オペラ』 『アンナ・マデリーナ』 「超時空要愛」 | レスリー・チャン                            |
| 6  | 1999年 | 『ザ・ミッション 非情の掟』         | ジョニー・トー 『ザ・ミッション 非情の掟』                                       | マット・チョウとウィルソン・イップ 『オーバー・サマー 爆裂刑事』                               | フランシス・ン 『オーバー・サマー 爆裂刑事』                 | ロー・ラン 『オーバー・サマー 爆裂刑事』                                  | 『オーバー・サマー 爆裂刑事』 『リトル・チュン』 『千言萬語』 『ヴィクティム』 『天上の恋歌』 『暗戦 デッドエンド』 『君のいた永遠』                                                                                 | ピーター・チャン                            |
| 7  | 2000年 | 『ドリアン ドリアン』               | ウォン・カーウァイ 『花様年華』                                                  | 陳慶嘉と錢小蕙 「江湖告急」                                                                    | フランシス・ン 『電脳警察 CYBER SPY』                        | チン・ハイルー 『ドリアン ドリアン』                                      | 「無人駕駛」 『グリーン・デスティニー』 『花様年華』 「江湖告急」 『ジュリエット・イン・ラブ』 『Needing You』 | チョウ・ユンファ                            |
| 8  | 2001年 | 『少林サッカー』                    | アン・ホイ 『スー・チーinヴィジブル・シークレット』                              | 卓韻芝 『初恋メリーゴーラウンド』                                                              | ラウ・チンワン 『恋するブラジャー大作戦（仮）』              | サミー・チェン 「鍾無艷」                                                 | 『スー・チーin ヴィジブル・シークレット』 『男人四十』 「等候董建華發落」 『天上の剣』 『藍宇 〜情熱の嵐〜』 『マイ・ライフ・アズ・マクダル』 『デッドエンド 暗戦リターンズ』 『初恋メリーゴーラウンド』             | 陳宝珠                                      |
| 9  | 2002年 | 「天下無双」                        | ピーター・チャン 『THREE/臨死』「going home」                                    | フルーツ・チャン 『ハリウッド★ホンコン』                                                       | アンソニー・ウォン 『インファナル・アフェア』                | フェイ・ウォン 「天下無双」                                               | 『ハリウッド★ホンコン』 『インファナルアフェア』 『アンディ・ラウの麻雀大将』 「走火槍」 「反收數特遣隊」 『THREE/臨死』「going home」 『カルマ』 『19歳のミイラ』 『the EYE 【アイ】』 「無限復活」 『カルマ2』     | ゴードン・チャン                            |
| 10 | 2003年 | 『インファナル・アフェア 無間序曲』 | ジョニー・トー 『PTU』                                                           | ワイ・カーファイ 『マッスルモンク』                                                            | アンディ・ラウ 『マッスルモンク』                            | セシリア・チャン 『マッスルモンク』                                       | 『PTU』 『マッスルモンク』 『忘れえぬ想い』 『トイレ、どこですか?』 『インファナル・アフェアIII 終極無間』 『大丈夫』 「金鶏2」 『ブラック・シティ』 「古宅心慌慌」                                                  | マイケル・ホイ                              |
| 11 | 2004年 | 『マクダル パイナップルパン王子』   | イー・トンシン 『ワンナイト・イン・モンコック』                                  | ゴードン・チャンとリコ・チェン 「A1頭條」                                                      | トニー・レオン 『2046』                                      | チャン・ツィイー 『2046』                                                 | 『dumplings』（美しい夜、残酷な朝） 『ワンナイト・イン・モンコック』 『柔道龍虎房』 『カンフーハッスル』 『愛・作戦』 「A1頭條」 『桃色』 『2046』 『ブレイキング・ニュース』                                        | アン・ホイ                                  |
| 12 | 2005年 | 『エレクション』                    | ジョニー・トー 『エレクション』                                                  | バリー・ウォン（王晶） 『ブラッディ・レイン』                                                  | レオン・カーフェイ 『長恨歌』                                | ジョウ・シュン 『ウィンター・ソング』                                     | 『セブンソード』 『ブラッディ・レイン』 「神經俠侶」 『頭文字D』 『SPL/狼よ静かに死ね』 「怪物」 『ウィンター・ソング』 『長恨歌』                                                                                   | 王天林                                      |
| 13 | 2006年 | 『エレクション 死の報復』           | ジョニー・トー 『エグザイル/絆』                                                 | バリー・ウォン（王晶）とゲイリー・タン 「臥虎」                                                | ジェット・リー 『SPIRIT』                                    | コン・リー 『王妃の紋章』                                                 | 「臥虎」 『四大天王』 『傷だらけの男たち』 『エグザイル/絆』 『インファナル・ディパーテッド』 『SPIRIT』 「天行者」 『父子』                                                                                         | 張同祖                                      |
| 14 | 2007年 | 『おばさんのポストモダン生活』      | アン・ホイ 『おばさんのポストモダン生活』                                        | ワイ・カーファイとアウ・キンイー 『MAD探偵 7人の容疑者』                                       | レオン・カーフェイ 『天使の眼、野獣の街』                    | スーチンガオワー 『おばさんのポストモダン生活』                           | 『天使の眼、野獣の街』 『ウォーロード/男たちの誓い』 『セックスワーカー』 「毎當變幻時」 『MAD探偵 7人の容疑者』 『強奪のトライアングル』 『プロテージ/偽りの絆』 『影なきリベンジャー 極限探偵C+』                  | スタンリー・クワン                          |
| 15 | 2008年 | 『生きていく日々』                  | アン・ホイ 『生きていく日々』                                                    | アイヴィ・ホー 『親密』                                                                        | ニック・チョン 『ビースト・ストーカー/証人』                 | パウ・ヘイチン 『生きていく日々』                                         | 「烈日當空」 『三国志』 『スリ』 『パパはゴッドファーザー?!』 『ビースト・ストーカー/証人』 『親密』 「無野之城」 | イー・トンシン                              |
| 16 | 2009年 | 『KJ 音楽人生』                     | アラン・マックとフェリックス・チョン 『盗聴犯〜死のインサイダー取引〜』          | ワイ・カーファイとアウ・キンイー 「再生號」                                                    | ワン・シュエチー 『孫文の義士団』                            | クララ・ウェイ 『心の魔』                                                 | 「再生號」 「涙王子」 『盗聴犯〜死のインサイダー取引〜』 『タクティカル・ユニット 機動部隊〜絆〜』 『新宿インシデント』 「明媚時光」 『孫文の義士団』                                                                | エリック・ツァン                            |
| 17 | 2010年 | 『燃えよ!じじぃドラゴン 龍虎激闘』  | スー・チャオピン 『レイン・オブ・アサシン』                                      | アイヴィ・ホー 「月滿軒尼詩」                                                                  | テディ・ロビン・クァン 『燃えよ!じじぃドラゴン 龍虎激闘』    | ミリアム・ヨン 『抱抱俏佳人』                                             | 『レイン・オブ・アサシン』 「月滿軒尼詩」 『密告・者』 「鳳冠情事」 「人間喜劇」 「如夢」 『恋の紫煙』 | ジョニー・トー                              |
| 18 | 2011年 | 『桃さんのしあわせ』                | チアン・ウェン 『さらば復讐の狼たちよ』                                          | 銀河創作組、オー・キンイー、ベン・ウォン 『奪命金』                                            | ラウ・チンワン 『奪命金』                                    | ディニー・イップ 『桃さんのしあわせ』                                     | 『奪命金』 『盗聴犯〜狙われたブローカー〜』 『単身男女』 『ドラゴンゲート 空飛ぶ剣と幻の秘宝』 『さらば復讐の狼たちよ』 『項羽と劉邦/White Vengeance』 『ビッグ・ブルー・レイク』                                    | 呉思遠                                      |
| 19 | 2012年 | 『モーターウェイ』                  | ソイ・チェン 『モーターウェイ』 ダンテ・ラム 『ブラッド・ウェポン』              | ワイ・カーファイ、ヤウ・ナイホイ、ライカー・チャン、歐文傑 『高海抜の恋』                      | チャップマン・トウ 「DIVA華麗之後」                          | 選出せず                                                                  | 「高舉·愛」 『ブラッド・ウェポン』 「三生三世聶華苓」 「我老婆唔夠秤II：我老公唔生性」 『高海抜の恋』 『バレット・ヒート 消えた銃弾』 『ドラゴン・フォー 秘密の特殊捜査官/隠密』 「麥兜噹噹伴我心」                  | 羅蘭                                        |
| 20 | 2013年 | 『グランド・マスター』              | ジョニー・トー 『ドラッグ・ウォー 毒戦』                                         | ワイ・カーファイ、ヤウ・ナイホイ、ライカー・チャン、余曦 『ドラッグ・ウォー 毒戦』             | ニック・チョン 『激戦 ハート・オブ・ファイト』               | チャン・ツィイー 『グランド・マスター』                                   | 『ドラッグ・ウォー 毒戦』 『激戦 ハート・オブ・ファイト』 『イップ・マン 最終章』 『狂舞派』 『名探偵ゴッド・アイ』 『キョンシー/殭屍』                                                                              | レイモンド・チョウ                          |
| 21 | 2014年 | 『ミッドナイト・アフター』          | フルーツ・チャン 『ミッドナイト・アフター』                                      | ワイ・カーファイ、ライカー・チャン、余曦 『単身男女2』 張冀 『最愛の子』                       | ラウ・チンワン 『インターセプション -盗聴戦-』               | ヴィッキー・チャオ 『最愛の子』                                           | 『最愛の子』 「黃金時代」 『インターセプション -盗聴戦-』 『カンフー・ジャングル』 『The Crossing ザ・クロッシング Part I』 『クリミナル・アフェア 魔警』 『点対点』 『単身男女2』 『セーラ』                        | パウ・ヘイチン                              |
| 22 | 2015年 | 『九龍猟奇殺人事件』                | ツイ・ハーク 『タイガー･マウンテン 雪原の死闘』                                  | 蔭山征彥、シルヴィア・チャン 『念念』                                                          | バイジー 『九龍猟奇殺人事件』                                | チュン・シア 『九龍猟奇殺人事件』                                         | 『タイガー･マウンテン 雪原の死闘』 『念念』 『十年』 『ドラゴン×マッハ!』 『香港、華麗なるオフィス・ライフ』 「陀地驅魔人」 『私たちが飛べる日』                                                                     | テディ・ロビン・クァン                      |
| 23 | 2016年 | 『大樹は風を招く』                  | チャウ・シンチー 『人魚姫』 ウォン・ジョン 『誰がための日々』                    | フローレンス・チャン 『誰がための日々』                                                        | ラム・カートン 『大樹は風を招く』                            | チョウ・ドンユィ 『ソウルメイト/七月と安生』                              | 『誰がための日々』 『人魚姫』 『ソウルメイト/七月と安生』 「點五歩」 「伴生」 「擺渡人」 | マイケル・ホイ                              |
| 24 | 2017年 | 「明月幾時有」                      | シルヴィア・チャン 『妻の愛、娘の時』                                            | 熊召政、王思敏、譚廣源、吳孟璋 『戦神 ゴッド・オブ・ウォー』                                   | 倉田保昭 『戦神 ゴッド・オブ・ウォー』                       | ステフィー・タン 『空手道』                                               | 『戦神 ゴッド・オブ・ウォー』 『妻の愛、娘の時』 『空手道』 「常在你左右」 『-悟空伝-』 「地厚天高」 『29歳問題』 『SPL 狼たちの処刑台』                                                                             | ジョージ・ラム                              |
| 25 | 2018年 | 『三人の夫』                        | フルーツ・チャン 『三人の夫』                                                    | 陳小娟 『淪落の人』                                                                            | アンソニー・ウォン 『淪落の人』                              | 曾美慧孜 『三人の夫』                                                     | 『淪落の人』 『G殺』 「水底行走的人」 『自由行』 『プロジェクト・グーテンベルク 贋札王』 | アンディ・ラウ                              |
| 26 | 2019年 | 「叔·叔」                           | デレク・ツァン 『少年の君』                                                      | 黃綺琳 『わたしのプリンス・エドワード』                                                        | 太保 「叔·叔」 劉俊謙 「幻愛」                               | 蔡思韵 「幻愛」                                                           | 「戲棚」 『わたしのプリンス・エドワード』 「大偵探福爾摩斯：逃獄大追捕」 『新喜劇王』 「幻愛」 『少年の君』 | 莊澄                                        |
| 27 | 2020年 | 『理大囲城』                        | ピーター・チャン 『中国女子バレー』                                              | レオン・ミンカイ、ケイト・ライリー 『夜の香り』                                                | 選出せず                                                     | コン・リー 『中国女子バレー』                                             | 『映画をつづける』 『夜の香り』 「3CM」 『中国女子バレー』 「一秒拳王」 |                                             |
| 28 | 2021年 | 『リンボ』                          | ベニー・チャン 『レイジング・ファイア』                                          | 何靜怡、林家棟 「殺出個黃昏」                                                                  | 謝賢 「殺出個黃昏」                                          | リウ・ヤースー 『リンボ』                                                 | 『レイジング・ファイア』 「手捲煙」 「濁水漂流」 「殺出個黃昏」 『オーヴァーヒート 最後の制裁』 「鬼同你住」 『バーニング・ダウン_爆発都市』 「狂舞派3」 「梅艷芳 (電影)」 「媽媽的神奇小子」                        |                                             |
| 29 | 2022年 | 『19歳のきみへ』                    | ワイ・カーファイ 『神探大戦』 ラム・サム 『星くずの片隅で』                      | ワイ・カーファイ、ライカー・チャン、マク・ティンシュー 「神探大戦」                            | ルイス・チュン 「星くずの片隅で」                            | サミー・チェン 『流水落花』                                               | 「星くずの片隅で」 「白日青春」 「流水落花」 「神探大戦」 「七人樂隊」 「飯戲攻心」 『香港ファミリー』 「正義迴廊」 『未来戦記』                                                                                     | アルフレッド・チョン                        |